# Constanta lui Faraday
În chimia fizică, constanta lui Faraday, notată cu simbolul F și denumită după Michael Faraday, este o constantă a cărei valori este corespunzătoare sarcinii electrice per un mol de electroni. Altfel spus, constanta lui Faraday reprezintă cantitatea de electricitate exprimată în Coulombi necesară separării unui echivalent gram de electrolit. Valoarea sa acceptată este:
96 485,33289(59) C/mol
Constanta F se află în relație cu alte două constante fizice:
{\displaystyle F\,=\,eN_{A}}
unde:
e ≈ 1,60217662×10−19 C (sarcina electronului)
NA ≈ 6,02214086×1023 particule/mol (numărul lui Avogadro)